# Нарушенная клятва
«Нарушенная клятва» (кит. трад. 破戒, палл. По цзе, буквально: «Нарушенный обет», англ. Broken Oath) — гонконгский фильм режиссёра Чон Чхан Хва, вышедший в 1977 году.

## Сюжет
Женщина умирает в тюрьме после родов и рассказывает карманнице, как она оказалась там после того, как её муж был убит бандитами, один из которых изнасиловал её. Карманница соглашается вырастить её дочь, но в надежде покончить с насилием, она передаёт ребёнка в женский монастырь Шаолинь. «Чистый Лотос» Лю становится девушкой, которая пропускает уроки, но хорошо владеет кунг-фу. Её выгоняют из монастыря после убийства нескольких бандитов, после чего Лю возвращается к карманнице и узнаёт всю правду о её родителях. Используя своё кунг-фу и смертоносных скорпионов, она начинает охоту за убийцами её родителей и объединяет силы с правительственными агентами.

## В ролях
- Анждела Мао — Лю Цзелянь
- Чэнь Хуэйминь[англ.] — Чжао Цай
- Лян Сяолун — Чэнь Бан
- Го Чжэнью — тайный агент
- Гуань Шань — Лю Дасюн
- Чжао Сюн — Хао Ши
- Фон Е — Доу Ци
- Чжан Пэйшань[кит.] — генерал
- Ха Ю — А Шу
- Лу Цзюньгу — помощник генерала
- Сима Валун[кит.] — г-н Ван
- Ван Лай[кит.] — г-жа Тысяча Рук
- Ли Юньчжун — помощник Хао
- Дин Сэк[кит.] — хозяин борделя
- Саммо Хун — телохранитель
- Хо Мэй — г-жа Лю Имэй
- Хань Инцзе — телохранитель

## Съёмочная группа
- Компания: Golden Harvest
- Продюсер: Рэймонд Чоу
- Режиссёр: Чон Чхан Хва[кор.]
- Сценарист: Ши Ган
- Ассистент режиссёра: У Ши, Шэнь Вэйцзюнь, Хун Синпэй
- Монтажёр: Питер Чён
- Гримёр: Чань Куокхун
- Дизайнер по костюмам: Чжу Шэнси
- Художник: Лэй Чим
- Оператор: Ван Юнлун, Ван Те
- Композитор: Фрэнки Чань[англ.]

## Кассовые сборы
В период кинотеатрального проката в Гонконге с 3 по 10 декабря 1977 года фильм заработал 874 621,80 гонконгских долларов.

## Отзывы
Картина получила благосклонные отзывы кинокритиков. Так, в рецензии на сайте Heroic Cinema фильм назван «настоящим триумфом гонконгского кинопроизводства, который демонстрирует, на что способны актёрский состав и команда из лучших Гонконга в конце 70-х». Ресурс HKCinema.ru также похвалил фильм за сценарий, а боевые сцены фильма были охарактеризованы как «новый» образец постановщиков боевых сцен (Юань Хэпин и Сюй Ся).